# Manjusri

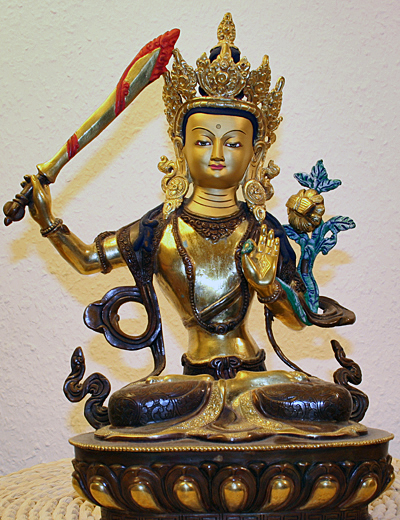
Figur av Manjusri, från Nepal.

Manjusri är en bodhisattva inom mahayanabuddhismen som står för visdom. Han är en av mahayanabuddhismens mest viktiga bodhisattvor, och även av stor betydelse för vajrayana.
Han förekommer i många mahayanska sutror, såsom vimalakirtisutra, surangamasutra, en del av prajnaparamitasutrorna, lotussutran, avatmasakasutra, samt ett flertal esoteriska tantriska sutror.
Han hjälpte oräknerligt många buddhor med att nå buddhaskap, inklusive Shakyamuni. Hans eget buddhaskap är dock komplext: i maharatnakutasutra säger han att buddhaskap är en illusion när man når full förståelse av sunyata. Paul Williams menar att han i och med detta erkänner sig själv som en buddha, samtidigt beskrivs han dock ofta som en bodhisattva av det sista stadiet. I en annan sutra, Angulimaliya-sutra beskrivs han i klartext som en buddha med ett eget buddhafält. Han sägs dock kunna ta an oändligt många skepnader för att hjälpa olika varelser.
I tibetansk buddhism betraktas han som indirekt ansvarig för läran madhyamika.
Svärdet han ofta avbildas med symboliserar Manjusris förmåga att "skära igenom ignorans".